# 畠山園佳
畠山 園佳（はたけやま そのか、11月28日 - ）は、元テレビ高知のアナウンサー。

## 来歴
土佐女子中学高等学校を卒業後、お茶の水女子大学文教育学部へ進学する。大学在学中、インターネット接続サービス So-net の広報活動に従事する「So-net キャンパスサポーターズ」のメンバーを務めていた（4期生）。また、在学中にはテレビ朝日アスクにも通っていた。
大学を卒業後、2010年にテレビ高知に入社。同局のアナウンサーを務めた後、2014年に退社した。その後も同年9月3日から同局で放送されていた『土佐もんTaste』に出演していたが、番組出演は2015年3月18日に放送の第14回が最後となっている。
その後は地方公務員に転じ、2015年4月1日から高知県庁の職員を務めている。

## 担当番組

### アナウンサー時代
- がんばれ高知!!eco応援団
- じゃらん2モーニング（2013年4月20日 - 2014年3月29日） - MC[9]
- 原宿表参道元氣祭り・スーパーよさこい 2013（2013年9月8日） - 司会
- KUTVニュース

### 退社後
- 土佐もんTaste（2014年9月3日 - 2015年3月18日） - レギュラー放送第14回まで＋番外編「ひろめ市場と日曜市」[10]での進行役